# 电位差计
电位差计（Potentiometer）是一种精密测量电路中電壓的仪表，其准确度比电压表要高得多。约翰·克里斯特安·波根多夫于1841年左右研究了电位差计，它此后成为了电位差的标准测实验室量方法。电位差计与适当电路结合，可以用来测量电动势、电压、电阻、电流。电位差计的工作原理是补偿法，不在电路中分流，因而克服了一般的电压表在测量原理上无法克服的缺陷（即，理想电压表具有无穷大的内阻）。
电位差计首先需要由标准电池校准，使电位差计内部的线圈两端加载标准电池的电压。线圈上的滑片与线圈的一端之间具有分压，可配以检流计将它与待测电势差做比较。检流计中若有电流流过，则需要通过移动滑片以调整分压，直至检流计示零，此时的分压即为待测电势差。分压可由滑片位置计算得来。
补偿法的原理在电学测量与其他领域中具有重要的应用。